# 中曹司站
中曹司站是贵阳轨道交通3号线与S1线的地铁车站，是一个换乘站，位于中华人民共和国贵州省贵阳市花溪区花溪大道与西南环路中曹司大桥交叉口，3号线车站于2023年12月16日开通，S1线车站于2024年12月28开通。

## 车站结构

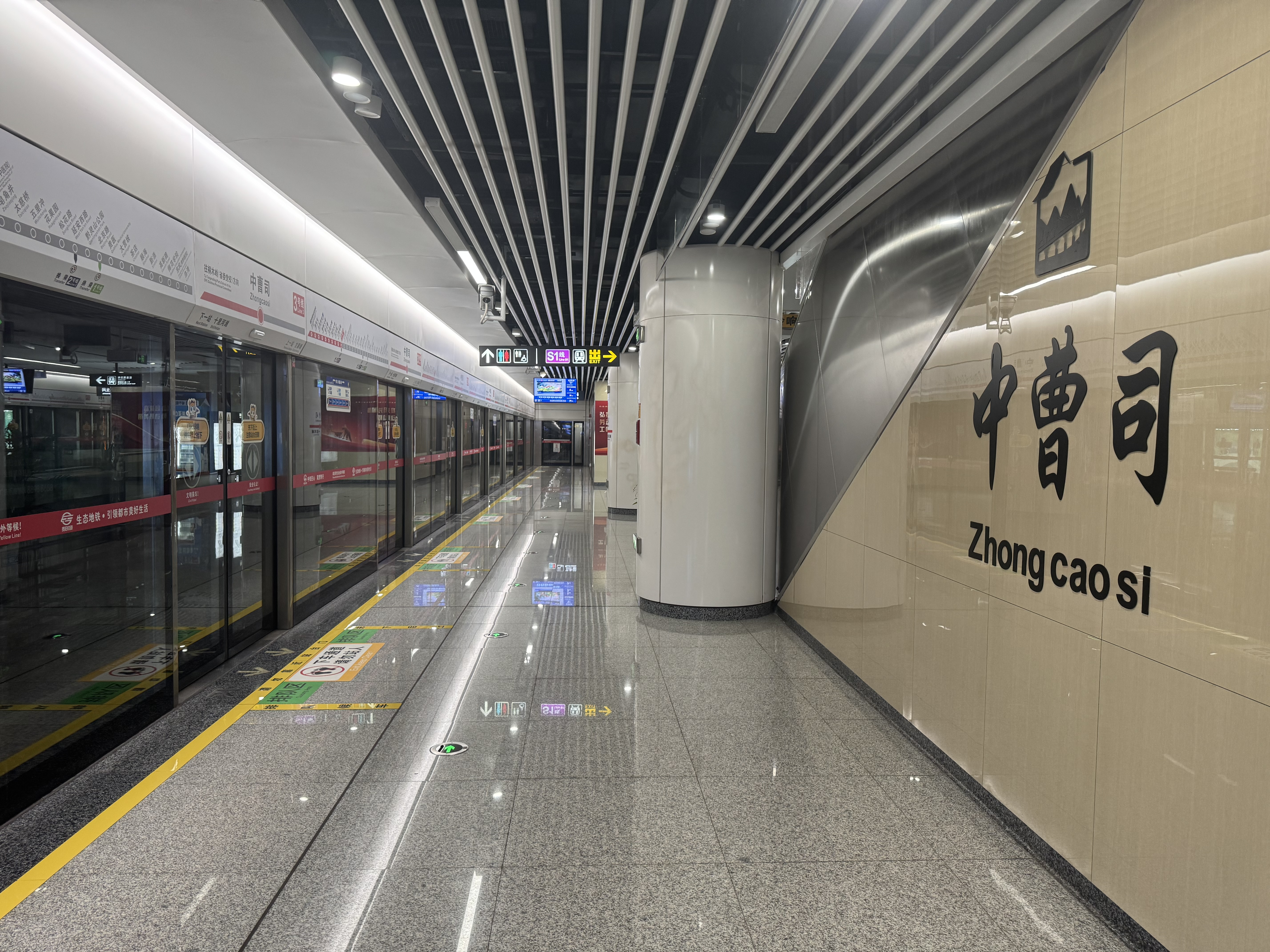
3号线站台

中曹司站为3号线与S1线换乘站，其中3号线车站沿花溪大道南北向设置，为地下二层岛式站台车站，车站长478.8米，标准段宽21.3米，车站地下一层为站厅层，地下二层为站台层，南侧设有两条存车线。S1线车站沿中曹司大桥东西向设置，为地下三层岛式站台车站，车站长227米，标准段宽23.1米，车站地下一层为站厅层，地下三层为站台层，东侧设有一条单渡线。两线采用T型节点换乘，换乘节点连接3号线站台南部与S1线站台中部。
|                   |  | █ 3号线往洛湾（甘荫塘）                 |
| 島式 · 開左邊车门 |  |                                         |
|                   |  | █ 3号线往桐木岭（省委党校）（十里河滩） |

|                   |  | █ S1线往皂角坝（金竹）   |
| 島式 · 開左邊车门 |  |                          |
|                   |  | █ S1线往望城坡（锦江路） |

## 车站出口
中曹司站目前开放5个出入口，各出口及周围设施如下所示：
| 编号                | 出入口信息 | 照片 | 无障碍设施 |
| ------------------- | --- | ---- | ---------- |
| A · 出口 · （设有） | 花溪大道，小屯路，贵阳市花溪区红星小学，贵阳市花溪区第七小学，贵阳市花溪区第三实验学校，龙泉寺，贵阳市第三十六中学 |      |            |
| B · 出口            | 西南环路，小屯路，花溪区第三实验学校，贵阳市花溪区第七小学                                                         |      | 不適用     |
| D · 出口 · （设有） | 花溪大道，鑫中路                                                                                                   |      |            |
| E · 出口            | 花溪大道北 |      | 不適用     |
| F · 出口            | 花溪大道南，鑫中路                                                                                                 |      | 不適用     |
| 图例： 设有         | |      |            |

## 接驳交通

### 公交车
- 中曹司：202路，203路，204路，248路，S248路，325路，花溪8路，花溪20路，长运9路，腾龙湾专线

## 车站历史
本站工程名与正式名均为中曹司站，站名来自车站附近的中曹司大桥。
- 2019年7月5日，3号线车站完成一期顶板浇筑[4]。
- 2022年12月26日，S1线车站主体结构封顶[5]。
- 2023年12月16日，3号线车站随3号线一期工程通车开通[2]。
- 2024年12月28日，S1线车站随S1线工程通车开通，车站成为换乘站[3]。